# Deutsche Post
Pour les articles homonymes, voir Deutsche Post (homonymie).
DHL Group (anciennement Deutsche Post DHL) est une entreprise allemande spécialisée dans le transport et la logistique. Fondée en 1989, elle était précédemment une filiale du monopole d'État Deutsche Bundespost et est progressivement privatisée à partir de 1995.
Depuis mars 2015, la société prend le nom de Deutsche Post DHL Group.
Depuis juillet 2023, la société prend le nom de DHL Group.
Elle se charge de l’envoi de courriers, de colis en Allemagne, en Europe et dans le monde entier. L’acheminement du courrier de particuliers ou des entreprises peut être suivi en accusé de réception, soit en colis express soit au tarif normal. Le centre de tri de Darmstadt se trouve sur la Luisenplatz en plein centre-ville. DHL Group travaille en collaboration avec les autres groupes internationaux de postes.
L'exercice 2014 laisse apparaître un résultat net supérieur à 2 milliards d'euros.

## Historique

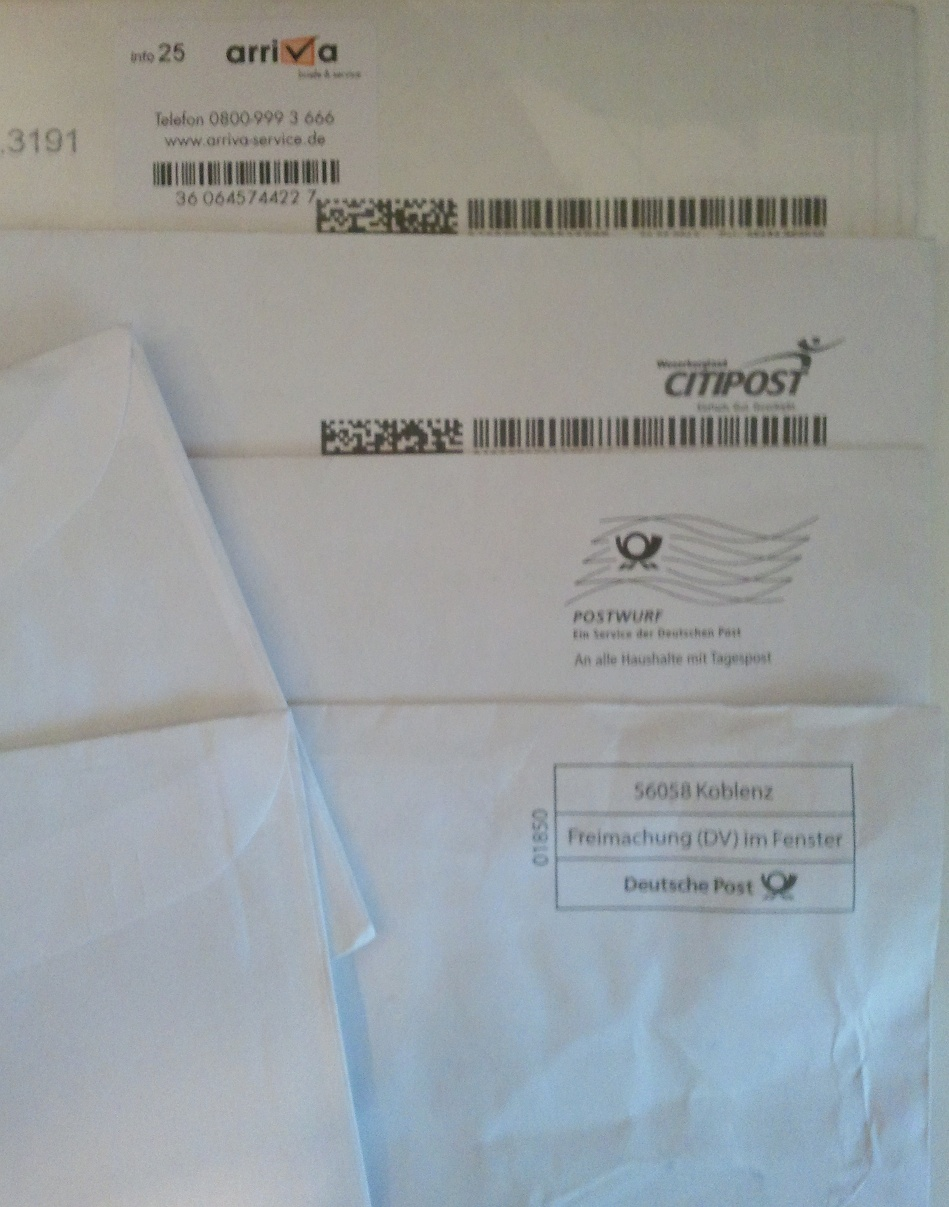
Concurrence postale en Allemagne : Arriva, Citipost, Postwurf (un service Deutsche Post), et Deutsche Post, octobre 2014.

En 1989, la Deutsche Bundespost est scindée en trois entités, la Deutsche Bundespost Postbank, la Deutsche Bundespost Telekom et la Deutsche Bundespost Postdienst. En 1990, la fusion des trois entités est décidée avec la Deutsche Post, entité postale de l'ancienne Allemagne de l'Est.
En 1995, la privatisation de l'ensemble est mise en place avec création de trois nouvelles entités, la Deutsche Post AG, la Deutsche Telekom AG et la Deutsche Postbank AG.
- 1998 : Deutsche Post rachète Danzas, entreprise suisse de transports internationaux.
- 1998 : fusion avec la Deutsche Postbank.
- 1998-2002 : rachat de DHL.
- 1999 : rachat du transporteur Ducros Services Rapides, entreprise française de messagerie, qui devient Ducros Euro Express.
- 2000 : prend officiellement le nom de Deutsche Post World Net
- 2002-2004 : Plan Star qui doit permettre de d'accroître les bénéfices de 700 millions d'euros en trois ans qui entraîne la suppression de nombreux emplois dont 1 200 rien qu'en France (135 000 emplois avaient déjà été supprimés entre 1990 et 2001 dans tout le groupe).
- 2003 : rachat de Loomis au Canada et Airborne aux États-Unis, prise de participation dans Sinotrans, entreprise d'État chinoise.
- 2004 : distribue le courrier en Grande-Bretagne via sa filiale Global Mail qui avait racheté la société londonienne Speedmail International.
- 2004 : rachat de Koba en France.
- 2005 : acquisition d'Exel logistics, 2e logisticien mondial (5,5 milliards d'euros), le parc logistique de Karstadt-Quelle.
- 2007 : à la fin de l'année, fin du monopole en Allemagne sur le courrier, et donc dérégulation.
- 2008 : à la suite du scandale de fraude fiscale et d'importantes sommes d'argent (1 million d'euros) dissimulées au Liechtenstein, Klaus Zumwinkel, patron de la DP, est contraint à la démission. Frank Appel est désigné nouveau président du directoire[4].
- 2008 : restructuration de la branche logistique[5], puis de son activité courrier express aux États-Unis[6], lancement du jeu de simulation internet Discover logistics pour intéresser les jeunes aux métiers de la logistique.
- 2009 : Klaus Zumwinkel, condamné pour fraude fiscale, touche 20 millions d'euros de retraite[7].
- 2009 : vente de toute sa participation dans Koba France, qui supprime 112 emplois juste après.

En mars 2015, le nom de la société devient la Deutsche Post DHL Group.
En octobre 2018, Deutsche Post annonce la vente d'une partie de ses activités en Chine à S.F. Holding pour 700 millions d'euros.
En août 2021, Deutsche Post annonce l'acquisition de JF Hillebrand pour 1,5 milliard d'euros.
En juillet 2023, la société prend le nom de DHL Group.

## Organisation de la société
DHL Group se compose aujourd'hui de deux groupes majeurs :
- Deutsche Post, l'entreprise de poste allemande, chargée du transport de courrier et colis en Allemagne ;
- DHL, le groupe de transport et logistique international, lui-même composé de plusieurs divisions spécialisées.

## Principaux actionnaires
Au 7 juin 2020:
| République Fédérale d'Allemagne (KFW Bankengruppe) | 20,5% |
| Norges Bank Investment Management                  | 2.75% |
| The Vanguard Group                                 | 2,31% |
| DWS Investment                                     | 1,93% |
| BlackRock Investment Management                    | 1,61% |
| Capital Research & Management (World Investors)    | 1,50% |
| Capital Research & Management (Global Investors)   | 1,46% |
| DWS Investments                                    | 1,41% |
| Fidelity Management & Research                     | 1,40% |
| Dodge & Cox                                        | 1,38% |

## Développement interne de véhicules
En décembre 2014, Deutsche Post DHL a acheté le constructeur de véhicules électriques Streetscooter basé à Aix-la-Chapelle. L'objectif était de construire leurs propres camionnettes électriques à l'avenir. Elle a repris les droits de développement et de production des véhicules et des salariés jusque-là employés.L'entreprise a été intégrée dans la division Poste, E-Commerce et Colis, dirigée par Jürgen Gerdes, membre du Directoire. Jusqu'à la fin de 2016, les véhicules n'étaient fabriqués que pour leur propre usage. Les véhicules de transport sont également vendus depuis 2017. Début 2019, la Poste comptait 9000 scooters de rue en service, et 6000 autres devraient être ajoutés en 2019.